# Логор Метајна
Концентрациони логор Метајна је био концентрациони логор и логор за истребљење жена и деце у Независној Држави Хрватској (НДХ), сателитској држави фашистичких сила Осовине.  Налазио се у близини села Метајна на јадранском острву Пагу, у близини истоименог града Пага, по коме је и добио име.

## Историја
Делујући од јула до августа 1941, био је међу најозлоглашенијим логорима у тада окупираној југоисточној Европи, углавном због злочина над женама и децом који су тамо почињени.  Затвореници су углавном биле Српкиње, Јеврејке и Ромкиње и њихова деца. После Логора на острву Паг - Слана, био је то други концентрациони логор на острву током Другог светског рата. 
У јуну 1941. године, на иницијативу Мије Бабића, повереника 3. одељења Усташке надзорне службе службе (УНС), која је била задужена за оснивање, контролу и организацију концентрационих логора у држави НДХ, формиран је концентрациони логор и логор за истребљење основан у Метајни, који је посебно дизајниран за жене и децу.  Тамо су се дешавала силовања, мучења и убиства.  Жртве су често брутално убијане, а затим бацане у јаме или у Јадранско море.   Број погинулих, углавном Срба и Јевреја, процењује се на неколико хиљада.  Логор је распуштен након што је острво предато италијанским снагама крајем августа 1941. Већина преживелих превезена је преко Госпића и логора Јастребарско у логор Јасеновац.  Концентрациони логор Метајна био је, након логора Слана, други логор на Адри, Паг у којем су се вршила систематска убиства.  Од злочина почињених у љето 1941. на Пагу ништа није остало. 